# 李貴人 (道光帝)
李貴人（りきじん、道光7年（1827年）10月7日(1827年11月25日) - 同治11年2月18日(1872年3月26日)）は道光帝の妃嬪。姓は李氏。包衣鑲黄旗管領辛者庫の出身。内務府六庫郎中善保の娘。

## 生涯
道光20年（1840年）3月13日、入宮し、意常在に封じられ、併せて宮廷に官女子3名を迎え入れる。
同年12月20日、何らかの事情により李答応に降格され、官女子2名が宮殿から退出する。
道光29年（1849年）12月、翊坤宮に仕えていた李答応の下から病気の官女子1名が宮廷を退出。その後、さらに季節病にかかった官女子1名も退出。  
道光30年（1850年）1月、道光帝の崩御により帝位を継いだ咸豊帝により、李常在に昇格。
咸豊3年（1853年）3月**、寿二所（宮中の居所）の李常在のもとから、官女子1名が退出。  
咸豊11年（1861年）10月、咸豊帝の崩御により帝位を継いだ同治帝の即位と共に李貴人に昇格。  
同治元年（1862年）2月22日、宮中での親族面会（会親）が実施。李貴人は寿安宮で、実兄・桓升の妻と会う機会を得る。  
同治11年（1872年）2月18日、痰による呼吸困難で病没。享年46歳。  
同年4月、清東陵の妃園寝に奉移され埋葬される。  

## 伝記資料
- 『清史稿』
- 『愛新覚羅宗譜・星源集慶』
- 『清実録』